# فو رت کاوینگتون هملت (نیویورک)
فو رت کاوینگتون هملت (به انگلیسی: Fort Covington Hamlet) یک منطقهٔ مسکونی در ایالات متحده آمریکا است که در Fort Covington واقع شده‌است. فو رت کاوینگتون هملت ۵۰٫۰۷ کیلومتر مربع مساحت و ۱٬۳۰۸ نفر جمعیت دارد و ۵۱٫۸۲ متر بالاتر از سطح دریا واقع شده‌است.